# Frida Erkers
Frida Erkers  (* 5. Januar 1992) ist eine schwedische Skilangläuferin.

## Werdegang
Erkers, die für den IFK Mora SK startet, nahm bis 2012 vorwiegend an Juniorenrennen teil. Im Januar 2012 lief sie in Åsarna ihr erstes Rennen im Scandinavian-Cup und belegte dabei den 45. Platz im Sprint. Bei den U23-Weltmeisterschaften 2015 in Almaty errang sie den 30. Platz im Sprint, den 17. Platz im Skiathlon und den 12. Platz über 10 km Freistil. Im Februar 2015 debütierte sie in Östersund im Skilanglauf-Weltcup und kam dabei auf den 56. Platz über 10 km Freistil. In der Saison 2016/17 erreichte sie in Lahti mit dem zehnten Platz im Sprint ihre erste Top-10-Platzierung im Scandinavian-Cup. Im Februar 2017 holte sie in Pyeongchang mit dem 29. Platz im Sprint und dem 17. Platz im Skiathlon ihre ersten Weltcup-Punkte.